# خط طول 138° غرب
خط طول 138° غرب هو أحد خطوط الطول الجغرافية، والتي تمتد من القطب الشمالي الجغرافي إلى القطب الجنوبي الجغرافي، وحسب التحويل الزمني يتأخر خط طول 138° غرب عن خط غرينتش بـ9 ساعات و12 دقيقة.

## من القطب إلى القطب
ينطلق خط طول 138° غرب من القطب الشمالي نحو القطب الجنوبي مرورا بالمناطق التي ترد في الجدول التالي:
| الإحداثيات                           | البلد أو الإقليم أو البحر | ملاحظات                                                                    |
| ------------------------------------ | ------------------------- | -------------------------------------------------------------------------- |
| 90°0′N 138°0′W / 90.000°N 138.000°W  | المحيط المتجمد الشمالي    |                                                                            |
| 74°6′N 138°0′W / 74.100°N 138.000°W  | بحر بيوفورت               |                                                                            |
| 69°7′N 138°0′W / 69.117°N 138.000°W  | كندا                      | يوكون (إقليم) كولومبيا البريطانية — من 60°0′N 138°0′W / 60.000°N 138.000°W |
| 59°27′N 138°0′W / 59.450°N 138.000°W | الولايات المتحدة          | ألاسكا                                                                     |
| 58°55′N 138°0′W / 58.917°N 138.000°W | المحيط الهادئ             |                                                                            |
| 60°0′S 138°0′W / 60.000°S 138.000°W  | المحيط الجنوبي            |                                                                            |
| 75°6′S 138°0′W / 75.100°S 138.000°W  | القارة القطبية الجنوبية   | المطالب الإقليمية بالقارة القطبية الجنوبية                                 |